# 三重県立南伊勢高等学校
三重県立南伊勢高等学校（みえけんりつ みなみいせこうとうがっこう）は、三重県度会郡南伊勢町・度会町にある公立高等学校。校舎制を実施しており、大学入試センター試験・推薦入試の出願や部活動における試合への出場などを除けば、各校舎は互いに独立している。三重県で初の校舎制の高等学校である。

## 校舎
- 三重県立南伊勢高等学校南勢校舎
- 三重県立南伊勢高等学校度会校舎

開校当初は三重県立南伊勢高等学校南島校舎もあったが、2008年（平成20年）に廃止された。
三重県立高等学校条例の別表第一によれば、「三重県立南伊勢高等学校」とは南勢校舎を指し、度会校舎は三重県立南伊勢高等学校の度会分校とされている。三重県教育委員会発行の『学校名簿』では、度会校舎に分校を表す「○」印が付与されている。ただし、2020年（令和2年）の生徒数は南勢校舎が3学級40人に対し、度会校舎が6学級141人と、本校より分校の方が多い状態になっている。

## 沿革
- 2004年（平成16年）4月 - 三重県立度会高等学校・南勢高等学校・南島高等学校を統合して開校。それぞれ度会校舎・南勢校舎・南島校舎とする。
- 2008年（平成20年）3月 - 南島校舎が閉校。
- 2013年（平成25年）5月2日 - 総合学習の一環で、南勢校舎・度会校舎の生徒と度会町立度会小学校の児童が茶摘みを行う[3]。南勢校舎では初参加、度会校舎と度会小学校は毎年恒例の行事である[3]。
- 2024年(令和6年) - 南勢校舎の募集を停止